# Melese petropolidis
Melese petropolidis là một loài bướm đêm thuộc phân họ Arctiinae, họ Erebidae.